# Khāneqāh-e Bafrājerd
Khāneqāh-e Bafrājerd (persiska: خانقاه بفراجرد, هَنَگَ, خَنَگَ, خانِقاه بَفراجِرد) är en ort i Iran.   Den ligger i provinsen Ardabil, i den nordvästra delen av landet, 300 km nordväst om huvudstaden Teheran. Khāneqāh-e Bafrājerd ligger 2 108 meter över havet och antalet invånare är 893.
Terrängen runt Khāneqāh-e Bafrājerd är kuperad, och sluttar norrut. Runt Khāneqāh-e Bafrājerd är det ganska glesbefolkat, med 38 invånare per kvadratkilometer. Närmaste större samhälle är Khalkhāl, 10,1 km norr om Khāneqāh-e Bafrājerd. Trakten runt Khāneqāh-e Bafrājerd består i huvudsak av gräsmarker.